# ویه‌را خیتیلووا
ویه‌را خیتیلووا (چکی: Věra Chytilová؛ ۲ فوریهٔ ۱۹۲۹ – ۱۲ مارس ۲۰۱۴) کارگردان و فیلم‌نامه‌نویس آوانگارد اهل جمهوری چک بود. وی بین سال‌های ۱۹۶۲ تا ۲۰۱۱ میلادی فعالیت می‌کرد و از آثار مهمش می‌توان بابونه‌ها را نام برد.
از فیلم‌ها یا مجموعه‌های تلویزیونی دیگری که وی در آن‌ها نقش داشته است می‌توان به لحظات دلپذیر اشاره نمود.
خیتیلووا یکی از پیشگامان سینمای جمهوری چک و همچنین «سینمای موج نو» در این کشور بود و فیلم‌هایش در جشنواره‌های معتبر سینمایی به نمایش درآمد.
او بابت فعالیت‌های هنری‌اش، برندهٔ «نشان لیاقت هنر و ادبیات» (فرانسه)، «نشان لیاقت» (جمهوری چک) و «نشان شیر» (جمهوری چک) شد.